# Правительство национального единства (ЮАР)
Прави́тельство национа́льного еди́нства (африк. Regering van Nasionale Eenheid; англ. Government of National Unity) — правительство в ЮАР между 27 апреля 1994 года и 3 февраля 1997 года, действовавшее по временной конституции. 88-я статья временной конституции разрешала любым партийным объединениям, имеющим больше 20 мест в Национальной ассамблее, требовать более 1 кабинетного портфеля и войти в состав правительства.

## История
На выборах 27 апреля 1994 года Африканский национальный конгресс получил большинство мест в Национальной ассамблее и, таким образом, мог сформировать правительство самостоятельно. Двумя главными партиями, которые использовали положение о ПНЕ, были Национальная партия и Партия свободы Инката, обе из которых получили портфели для своих лидеров и других членов парламента. Президент Нельсон Мандела также пригласил другие партии присоединиться к кабинету, хотя они не получили как минимум двадцать мест в Национальной ассамблее.
Цели ПНЕ сосредоточены на исправлении социальной и экономической несправедливости, оставленной наследием апартеида. Однако главной целью было создание окончательной конституции. Конституция была по сути двухступенчатым процессом. Во время переговоров CODESA, начавшихся в 1991 году, НП (Национальная партия) и АНК (Африканский национальный конгресс) договорились создать временную конституцию, которая станет основой для окончательной конституции. Окончательная конституция должна была быть разработана двумя палатами парламента - Сенатом и Национальной ассамблеей.
Однако для ПНЕ было важно, чтобы мнения простых южноафриканцев были включены в конституцию. С 1994 по 1996 год ПНЕ организовывало крупные медиа-кампании. Это было непросто, учитывая, что им нужно было охватить 40 миллионов человек, большинство из которых были неграмотными или не имели телевидения. Такие лозунги, как «Вы оставили свой след, теперь можете сказать свое слово», использовались для привлечения общественного внимания к делу. За два года было собрано более 1,7 миллиона письменных материалов. Они включали мнения по вопросам, начиная от смертной казни до аборта.
8 мая 1996 года Национальная ассамблея приняла окончательную Конституцию, а через день второй заместитель президента Республики Ф. В. де Клерк объявил о выходе своей Национальной партии из ПНЕ, начиная с 30 июня.
Требование о ПНЕ истекло по окончании первого парламента в 1999 году.